# Kap Polar Sea
Kap Polar Sea ist ein Kap am westlichen Ausläufer der Coulman-Insel vor der Borchgrevink-Küste des ostantarktischen Viktorialands.
Das Advisory Committee on Antarctic Names benannte es 1998. Namensgeber ist der Eisbrecher USCGC Polar Sea, der zwischen 1980 und 1997 in elf Antarktiskampagnen des United States Antarctic Program hauptsächlich im Rossmeer, in der Amundsen-See und in der Bellingshausen-See zum Einsatz gekommen war.